# Cojani
Cojani es una localidad rumana del oraș de Târgu Cărbunești, en el condado de Gorj.

## Geografía

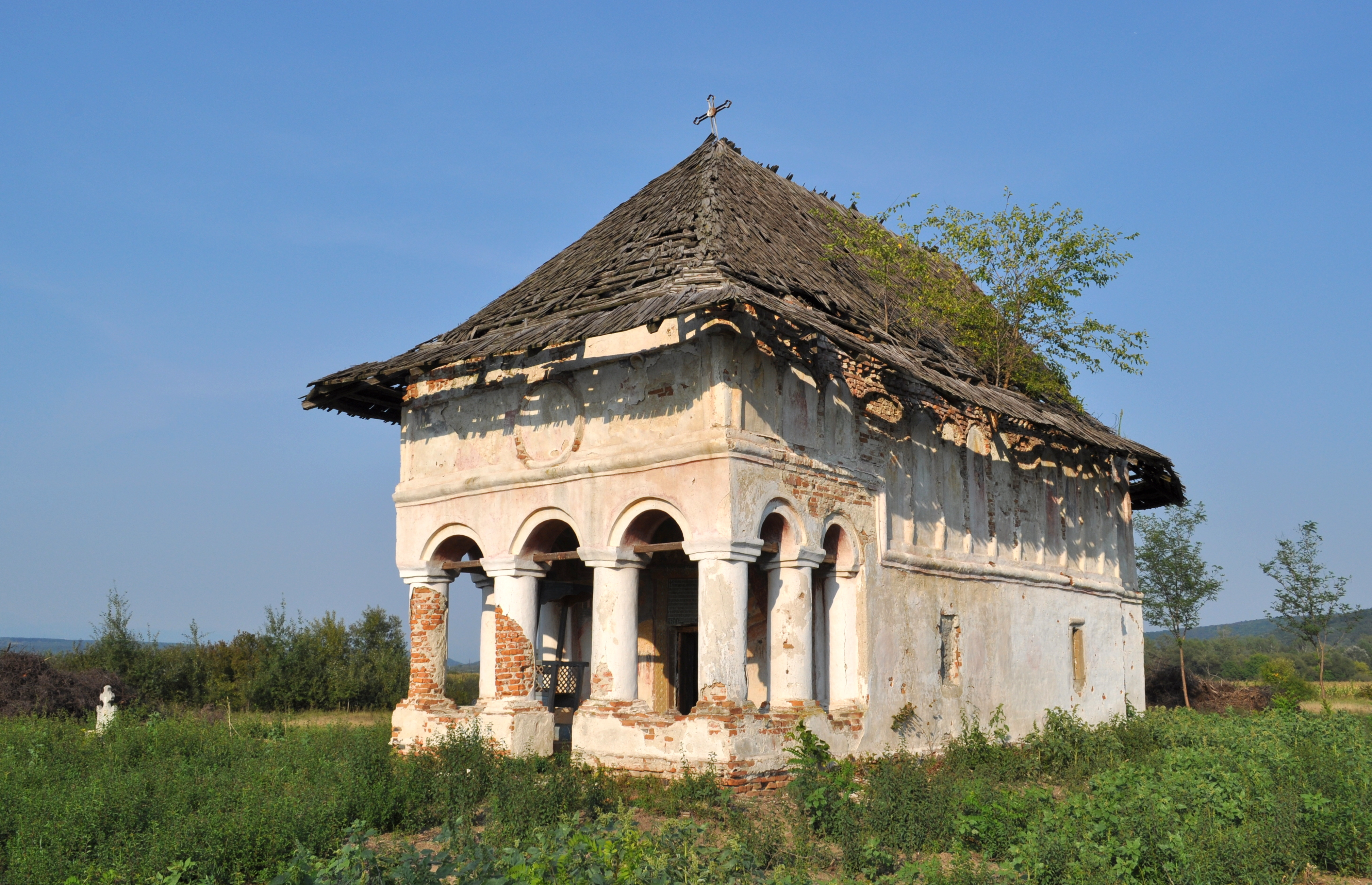
Iglesia dedicada a los santos Juan, Nicolás y Jorge

La localidad está ubicada en la margen derecha del río Gilort.

## Historia
Hacia finales del siglo XIX el caserío, que ya por entonces pertenecía al distrito de Gorj, formaba parte de la comuna de Ștefănești y tenía contabilizada una población de 185 habitantes.
En la segunda mitad del siglo XX la localidad había pasado a formar parte del oraș de Târgu Cărbunești. En el censo de 2021 la localidad tenía una población de 442 habitantes.